# Air Sinai
Air Sinai – egipska linia lotnicza działająca od 2003 do 2021. Obsługiwała krajowe i zagraniczne połączenia lotnicze z egipskich portów do Izraela. W 2021 doszło do przejęcia obsługiwanych tras linii wraz z całą flotą przez swojego właścicela EgyptAir.
Głównym portem było lotnisko w Kairze, inne porty: port lotniczy Hurghada, port lotniczy Szarm el-Szejk, port lotniczy Luksor.